# Guerre juste
La guerre juste (en latin : bellum iustum) est un concept selon lequel un ensemble de règles d'éthique peut définir à quelles conditions la guerre est une action moralement acceptable. Cette notion est apparue dans la Rome antique, notamment chez Cicéron, et a d'abord été développée dans la culture occidentale en fonction des valeurs chrétiennes vers le IVe siècle avant de s'inscrire dans le droit canonique à partir du Moyen Âge.
Cette doctrine concerne plus particulièrement la guerre préventive, et la preuve du casus belli n'y a que peu de place. Elle pose des questions fondamentales sur la nature humaine, les relations intersubjectives, la polémologie, et fait intervenir de nombreuses branches de la philosophie comme la métaphysique, l'épistémologie, la philosophie politique ou la philosophie éthique.
La « guerre juste » sous-entend un certain nombre d'impératifs : le droit à la guerre (en latin : ius ad bellum) est réservé à une autorité légitime qui doit mener la guerre pour une raison juste et avec des intentions et des objectifs corrects, tandis que le droit dans la guerre (en latin : ius in bello) impose le respect de plusieurs règles, dont la proportionnalité des moyens ainsi que la protection de la population civile et des prisonniers de guerre. Un droit particulier est applicable à la phase finale d'un conflit armé, le ius post bellum, qui inclut les traités de paix et leurs conséquences pratiques.
Depuis la Renaissance, le droit de la guerre s'est appuyé sur cette notion.
Alors que la doctrine classique exigeait une « juste raison » (en latin : causa iusta), à laquelle seule l'une des deux parties belligérantes pouvait prétendre, l'idée s'est imposée dans les temps modernes que la guerre formelle entre les États souverains devait être considérée comme légale des deux côtés.
Selon le droit international moderne, la guerre d'agression est formellement proscrite et donc le droit à la guerre est abrogé. Seules sont autorisées les « sanctions militaires » mandatées par les Nations unies à des fins de maintien de la paix, qui doivent être comprises comme des interventions destinées à protéger les personnes en situation d'urgence. Cependant, depuis les années 1990, dans le cadre des interventions humanitaires, une nouvelle discussion éthique s'est engagée sur la possibilité de « guerres justes ».

## Histoire de la notion
C'est le thème principal de l'ouvrage épique hindou Mahabharata, qui en expose les principaux critères tels que la proportionnalité, l'utilisation de moyens justes, la nécessité d'une cause juste et le traitement équitable des prisonniers et des blessés.
Pour les Romains, la guerre juste doit être menée « à la loyale » et exclut la ruse et la perfidie : ces deux méthodes, auxquelles ils associent parfois la diplomatie, sont propres à des ennemis de mauvaise foi et inférieurs ethniquement en valeur militaire et en courage. Ils affirment la supériorité morale du régime politique romain et justifient sa domination impériale. Toutefois, la menace de perfidie attribuée aux adversaires justifie une légitime défense, et même la ruse considérée alors comme un stratagème autorisé. En Occident, les premières interrogations d'ampleur sur cette doctrine furent le fait de Cicéron (De officiis 1.11.33–1.13.41).
Son interrogation est reprise par des auteurs chrétiens comme Augustin d'Hippone, Thomas d'Aquin, Francisco de Vitoria et son disciple Francisco Suárez. Le philosophe Hugo Grotius expose aussi des réflexions sur le sujet.
Augustin d'Hippone exhorte les jeunes chrétiens à utiliser leur conscience : « Je te conseillerais, autant que le permettrait le salut de l'État, de quitter la profession des armes et de vivre dans la société des saints, dans cette vie que tu voulais embrasser, où les soldats du Christ combattent dans le silence, non pour tuer des hommes, mais "pour résister aux principautés, aux puissances et aux esprits du mal (Eph. VI,12). »
Thomas d'Aquin exige trois conditions :
1. auctoritas principis : la guerre ne peut relever que de la puissance publique, sinon elle est un crime. L'auctoritas principis s'oppose à la décision individuelle appelée persona privata ;
2. causa justa : la cause juste ; c'est cette notion qui donne le plus lieu à interprétation ;
3. intentio recta : l'intention ne doit pas être entachée de causes cachées mais uniquement dans le but de faire triompher le bien commun.

À la fin du XIIe siècle, Johannes Faventinus associe l'idée de guerre juste pour la défense de la patria avec celle de ratio (ou « raison d'État ») . Elle est aussi légitimée pour défendre l'Église (le status Ecclesiae) s'il s'agit d'une croisade contre l'infidèle ou contre un Hohenstaufen.
Chez Francisco de Vitoria apparaissent tous les thèmes principaux de l'école de Salamanque : la guerre représente l'un des maux les plus redoutables, et on ne peut y recourir que pour éviter un mal plus grand. La guerre préventive contre un tyran susceptible d'attaquer fait partie des exemples reconnus par cette école. Toutefois, toutes les formes de dialogue doivent être utilisées au préalable, et la guerre ne peut être déclenchée que comme ultime recours. Dès lors, la question est de savoir s'il existe des voies de droit évitant de recourir à la force.
Plusieurs auteurs ont réfléchi à la nécessité d'intervenir : Ignace de Loyola parle du magis à propos de l'interrogation du décideur, entrer en guerre étant une décision lourde de conséquences pour un chrétien tenu de respecter le sixième commandement (« Tu ne commettras point de meurtre »). Ambroise de Milan, dans De officiis I, 29 précise qu'il y a deux manières de pécher contre la justice : « […] l'une, c'est de commettre un acte injuste, l'autre c'est de ne pas venir au secours de la victime d'un injuste agresseur. »

## À l'époque contemporaine
Michael Walzer s'avère être un théoricien de cette doctrine qui reprend la vision traditionnelle attribuée à Thomas d'Aquin par une séparation entre le Jus ad Bellum, le Jus in Bello et le Jus post Bellum.
Il est critiqué par Yves Roucaute, qui lui reproche de n'être pas allé voir les textes de Thomas d'Aquin qui pose d'abord la question de la légitimité de l'autorité (auctoritas) qui engage un conflit, et elle l'est seulement quand elle répond aux devoirs envers l'humanité, et qui développe ensuite, à partir de cette vision morale humaniste, une théorie des trois causalités dans les moyens, la forme et la finalité de la guerre.  Ce qui autorise, en cas d'illégitimité ou de  violation de  ce point de vue, le droit de résistance. Roucaute développe à partir de cette relecture une conception de la résistance, du droit d'insurrection, et de la guerre juste offensive reprise par les partisans du droit d'ingérence humanitaire comme ses amis Bernard Kouchner et Condoleezza Rice.
La théorie de la guerre juste peut être divisée en trois catégories selon Walzer :
1. Le « Jus ad Bellum » : concerne particulièrement les causes de la guerre ;
2. Le « Jus in Bello » : concerne la justice du comportement des différents intervenants pendant le conflit ;
3. Le « Jus post Bellum » : concerne la phase terminale et les accords de paix qui doivent être équitables pour toutes les parties.

La synthèse de ces trois étapes permettrait de dégager les lignes suivantes :
- La guerre, pour être juste, devrait être engagée en dernier ressort : toutes les possibilités non violentes doivent au préalable avoir été examinées ;
- La question de l'autorité légitime se poserait lorsque le Conseil de sécurité des Nations unies est bloqué par la volonté d'une partie d'exercer son droit de veto ;
- La probabilité de succès devrait être plus forte que les dommages imposés. Ce point est certainement l'un des plus difficiles à évaluer puisqu'entrant dans le cadre du calcul des probabilités ;
- La violence engagée dans le conflit devrait être proportionnelle au dommage infligé et les populations civiles doivent être autant que possible distinguées des agresseurs militaires. Là encore, se présente une nouvelle difficulté avec les interventions de type guérillas où il est difficile de faire la distinction entre civils et militaires.
- Le but de l'intervention armée devrait être de rétablir la paix et le droit. Le pacificateur n'ouvre donc jamais les hostilités, contrairement à la conception défendue par le philosophe Yves Roucaute, mais ne fait que s'ajouter aux protagonistes d'un conflit déjà en cours ou du moins un chaos général qui s'y apparente. Il est préférable qu'il combatte en tiers ennemi de tous les autres s'il veut être crédible dans son rôle de médiateur, mais si le rapport de force ne lui est pas suffisamment favorable, il peut s'allier à la partie qu'il estime dans son droit.

Au XXe siècle, des philosophes américains tels que Robert L. Holmes ont soutenu qu’il existait, à l’ère moderne des armes nucléaires, un impératif moral présumé interdisant les guerres de masse contre des populations innocentes. De ce point de vue, la doctrine de la destruction mutuelle assurée (M.A.D.) est fondamentalement irrationnelle et à première vue contraire à l’éthique puisqu’elle s’appuie sur la promulgation d’armements nucléaires de plus en plus avancés afin de préparer une forme de guerre qui viole cette maxime par sa nature même. Il soutient en outre que les théories de la guerre juste ne parviennent pas à fournir des justifications adéquates pour mener la guerre à l'ère moderne et que la guerre peut être atténuée et résolue plus efficacement grâce à l'utilisation de quatre principes contenus dans une philosophie de pacifisme laïc et de « personnalisme moral »,,,.

## Position de l'Église catholique
Alors que les dix commandements fixent l'interdiction de tuer un autre homme, la "guerre juste" est un concept utilisé par l'Eglise catholique pour évoquer une guerre dans laquelle il ne serait pas immoral de prendre les armes.

Depuis la seconde moitié du XXe siècle, ce concept n'est plus utilisé afin de rappeler que toute guerre est un mal. Pour Pie XII en 1953, « Toute apothéose de la guerre est à condamner comme une aberration de l’esprit et du cœur". Dans son encyclique Fratelli Tutti publiée le 4 octobre 2020, le pape François, écrit :

« Nous ne pouvons donc plus penser à la guerre comme une solution, du fait que les risques seront probablement toujours plus grands que l’utilité hypothétique qu’on lui attribue. Face à cette réalité, il est très difficile aujourd’hui de défendre les critères rationnels, mûris en d’autres temps, pour parler d’une possible « guerre juste». Jamais plus la guerre ! »

— Pape François, Fratelli Tutti, https://eglise.catholique.fr/vatican/encycliques/lencyclique-fratelli-tutti, Septième chapitre : Des parcours pour se retrouver, § 258, consulté le 2 novembre 2020
Il précise en note : « Nous ne soutenons plus aujourd’hui » le concept de « guerre juste » forgé par Saint Augustin. Il rappelle la phrase du pape Jean XXIII : « Il devient impossible de penser que la guerre soit le moyen adéquat pour obtenir justice d’une violation de droits. »
Dans le contexte de la guerre en Ukraine, il affirme le 18 mars 2022 qu' « Il n’existe pas de guerre juste. »
Cette évolution du concept n'interdit néanmoins pas les chrétiens à prendre les armes quand cela est nécessaire. Ainsi, si le terme n'est pas utilisé, dans Le catéchisme actuel de l'Église Catholique, no 2 309, les principes d'une légitime défense avec usage de la violence reprennent les principes de ce qui était autrefois appelé la « guerre juste ». Ces principes sont repris par la doctrine sociale de l'Église qui donne des règles strictes, et notamment que pour être licite, l'usage de la force doit répondre à :
- ce que le dommage infligé par l'agresseur soit durable, grave et certain (justification) ;
- ce que tous les autres moyens d'y mettre fin se soient révélés impraticables ou inefficaces (négociation) ;
- ce que soient réunies les conditions sérieuses de succès (interdiction des attaques suicide) ;
- ce que l'emploi des armes n'entraîne pas des maux et des désordres plus graves que le mal à éliminer[12] (atome).

## Textes de l'Eglise sur la guerre
Parmi les références à ce sujet :
- L'appel aux croisades pour la délivrance des lieux saints et l'assistance aux chrétiens d'Orient ;
- La trêve de Dieu, au Moyen Âge ;
- Le pape Benoît XV, qui est surnommé le pape de la paix pour son rôle lors de Première Guerre mondiale ;
- L'encyclique Pacem in Terris de Jean XXIII sur la résolution de la guerre froide ;
- La communauté de Sant'Egidio, qui fut impliquée dans la pacification du Kosovo et de la Côte d'Ivoire ;
- Le concile Vatican II, dans Gaudium et Spes, 80, comporte la seule et unique condamnation de ce concile :

« Dans une telle conjoncture, faisant siennes les condamnations de la guerre totale déjà prononcées par les derniers papes [166], ce saint Synode déclare :
Tout acte de guerre qui tend indistinctement à la destruction de villes entières ou de vastes régions avec leurs habitants est un crime contre Dieu et contre l’homme lui-même, qui doit être condamné fermement et sans hésitation. »,. »